# الشركة السعودية الاستثمارية لإعادة التدوير
الشركة السعودية الاستثمارية لإعادة التدوير(SIRC) تأسست عام 2017 م، هي إحدى الشركات المملوكة لصندوق الاستثمارات العامة في المملكة العربية السعودية كجزء من إستراتيجية الصندوق وأهدافه لتنمية وتطوير قطاعات جديدة داخل المملكة. وأيضًا للتطوير، والامتلاك، والتشغيل، والاستثمار في قطاع معالجة المواد القابلة للتدوير داخل المملكة، ويشمل ذلك توظيف أحدث تقنيات المعالجة وإعادة التدوير، وتطوير مرافق متخصصة لتوليد الطاقة بما يدعم البرنامج الوطني السعودي للطاقة المتجددة والمساهمة في قيادة الاقتصاد الدائري في المملكة العربية السعودية. في أبريل 2019 م أعلنت الشركة السعودية الاستثمارية لإعادة التدوير على عملها لتحقيق أهداف الاستدامة الوطنية السعودية، من خلال إشراك المجتمع، وتمكين القطاع الخاص، وبناء قدرات الطاقات الوطنية المحلية لدعم عمليات قيادة التغيير.

## النطاق والأهداف
تهدف الشركة السعودية الاستثمارية لإعادة التدوير، إلى أن تكون محركًا رئيساً للاقتصاد الدائري في المملكة من خلال رفع عمليات إعادة التدوير الإجمالية إلى نسبة 81 بالمائة.
ومنذ إنشائها، يرى الخبراء أن الشركة وضعت إستراتيجية قوية لتطوير قطاع إدارة النفايات في المملكة، وبدأت بالفعل في تطوير وتملك وتشغيل واستثمار الأنشطة المختلفة في جميع أنواع النفايات، بما في ذلك توظيف أحدث تقنيات المعالجة وإعادة التدوير، وتطوير مرافق متخصصة لتوليد الطاقة.
وتتطلع الشركة السعودية الاستثمارية لإعادة التدوير، إلى المساهمة بأكثر من 37 مليار ريال سعودي (10 مليارات دولار أمريكي) من إجمالي الناتج المحلي، وجذب ما قيمته 6 مليارات ريال سعودي (1.6مليار دولار أمريكي) من الاستثمارات الخارجية إلى المملكة العربية السعودية، وخلق نحو 23 ألف فرصة عمل جديدة وذلك بحلول عام 2030م.
في 2022، أنشئت «سرك» شركة الأعمال البحرية للخدمات البيئية «سيل» والتي تتخصص في تنفيذ عمليات الاستجابة لحوادث التلوث البحري بالتسربات الزيتية والمواد الضارة الأخرى،  ستقدم «سيل» خدمات استجابة للطوارئ البحرية ذات معايير عالمية متقدمة، مدعومة بنظم مراقبة ورصد مبكر وأجهزة إنذار متطورة لمكافحة الانسكابات البحرية والمواد الخطرة في جميع سواحل المملكة العربية السعودية، كما ستكون حاضرةً في جميع المواقع الإستراتيجية والمهمة على طول سواحل المملكة في البحر الأحمر والخليج العربي، وذلك من أجل توفير استجابة أسرع وأكثر كفاءة للحوادث والكوارث البيئية البحرية.

## مذكرات التفاهم والاستحواذ
وقَّعت الشركة السعودية الاستثمارية لإعادة التدوير عددًا من مذكرات التفاهم مع جهات حكومية، وخاصة، محلية ودولية، أهمها الاتفاقية الموقعة مع المركز الوطني لإدارة النفايات، و أمانة منطقة الریاض، لبدء أنشطة الإدارة المتكاملة للنفايات وإعادة تدوير النفايات في مدينة الرياض، والذي يشمل بشكل خاص إعادة تدوير 81 في المائة من حجم الإنتاج السنوي للنفایات البلدیة الصلبة، والذي يبلغ 3.4 مليون طن سنوياً، إلى جانب إعادة تدوير47 في المائة من حجم الإنتاج السنوي لنفايات البناء والهدم البالغ نحو 8 ملايين طن سنوياً.
في سبتمبر من عام 2019 م، أكملت الشركة السعودية الاستثمارية لإعادة التدوير جميع إجراءات الاستحواذ النهائي على كامل أسهم شركة إدارة الخدمات البيئية العالمية (GEMS)، المملوكة بالكامل لصندوق جدوى للفرص الاستثمارية في إدارة النفايات الصناعية، والمدار من قِبل شركة جدوى للاستثمار.
```
مجلس إدارة الشركة برئاسة معالي م. خالد ين محمد السالم، وعضوية معالي د. خالد السلطان، وم. إبراهيم الشايع، والأستاذ محمد ين عبدالرحمن البليهد، و الأستاذ عمر الهوشان، و الأستاذ عبدالله أبو بكر، و الأستاذ محمد آل صاحب، و الأستاذ عمرو الجلال، و الدكتور بوب موغون، و السيد إيان برايس.
```